# Dieter Kaltenbach Verwaltungsgesellschaft
Dieter Kaltenbach Verwaltungsgesellschaft ist ein deutsches Unternehmen zur Verwaltung mehrerer Unternehmen im Maschinenbau mit Sitz in Lörrach in Baden-Württemberg.

## Unternehmen

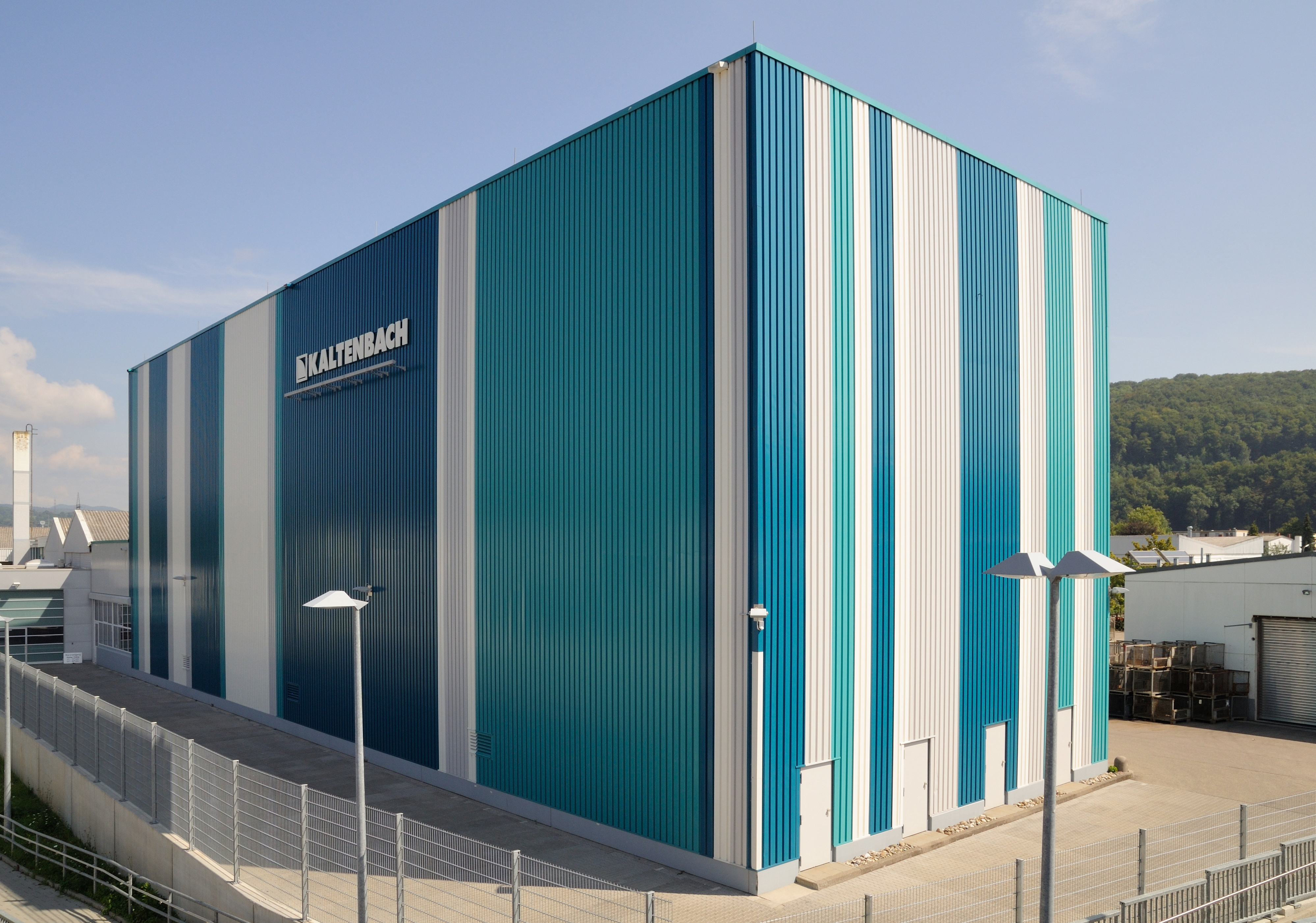
Das Kaltenbach-Firmengebäude in Lörrach

Die Gruppe von Unternehmen besteht heute aus drei Produktionsstätten, zehn Verkaufs- und Servicetöchtern (im Vereinigten Königreich, Frankreich, den Niederlanden, Österreich, der Schweiz, Tschechien, Singapur, den Vereinigten Arabischen Emiraten, Russland, China) und hat Vertretungen in über 20 Ländern. 2008 erzielte die Dieter Kaltenbach Verwaltungs-Gesellschaft im Konzernabschluss mit 485 Mitarbeitern einen Umsatz von 100,9 Mio. Euro. Der Konzern beschäftigte 2009 etwa 520 Mitarbeiter, davon 340 in Lörrach.
Produktionsstätten befinden sich in:
- Lörrach, Deutschland (30.000 m²): Kreissägen, Bandsägen, Profilträger-Bohrmaschinen, Ausklinkroboter, Stanz-/Scheranlagen, Blechbearbeitungszentren
- Burnhaupt-le-Haut, Frankreich (7500 m²): Transportsysteme, Messsysteme
- Hengelo, Niederlande (10.000 m²): Strahl- und Konservierungsanlagen

## Geschichte

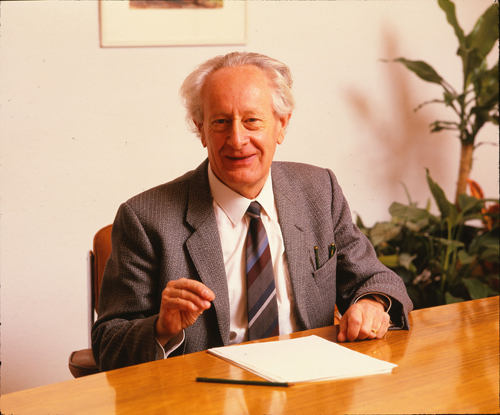
Dieter Kaltenbach (1987)

Julius Kaltenbach gründet 1887 ein Unternehmen, das zunächst Werkzeugmaschinen, ab 1920 auch landwirtschaftliche Maschinen herstellte. Im Jahr 1926 wurde mit der Übergabe des Betriebs an die Söhne das Unternehmen in die Hans Kaltenbach Maschinenfabrik (ein Vorgänger des heutigen Unternehmens) und Julius Kaltenbach (d. Jüngere) Landmaschinenfabrik aufgeteilt.
Die Dieter Kaltenbach Verwaltungs-GmbH wurde 1981 gegründet und unter HRB 411054 in das Handelsregister des Amtsgerichts Freiburg i. Br. eingetragen.
Seit 1994 stellt Kaltenbach auch Bandsägemaschinen für Stahl her. Im selben Jahr übernahm Kaltenbach die Firma Gustav Wagner und führte im Folgejahr Blechbearbeitungszentren in den Markt ein, 1997 Stanz- bzw. Scheranlagen für Flach- und Winkelstahl. Eine Eigenentwicklung sind die seit 2001 produzierten Profilbearbeitungsroboter. 2002 kam durch Übernahme der Firma APS im niederländischen Wateringen bei Den Haag eine weitere Produktionsstätte hinzu, die noch im selben Jahr erweitert wurde. Im Jahr 2007 wurden die Produktionsstätten in Lörrach und Burnhaupt erweitert. Ein Jahr später gründete Kaltenbach eine Tochtergesellschaft für den Nahost-Vertrieb in Dubai (Vereinigte Arabische Emirate). Ein weiteres Jahr darauf erwarb die Kaltenbach-Gruppe Teile der niederländischen Maschinenfabrik Gietart in Hengelo und schuf die neuen Produktbereiche Strahlen und Konservieren. In den Jahren 2013 und 2015 folgten die Gründungen der Tochtergesellschaften in Russland und China.